# Льнозавод (Омская область)
Льнозавод — посёлок  в Муромцевском районе Омской области России. Входит в состав Курганского сельского поселения.

## История
В соответствии с Законом Омской области от 30 июля 2004 года № 548-ОЗ «О границах и статусе муниципальных образований Омской области» посёлок вошёл в состав образованного муниципального образования «Курганское сельское поселение».

## География
Находится на реке Тара.

## Население
| 2010 |
| ---- |
| 24   |

Гендерный состав
По данным Всероссийской переписи населения 2010 года в гендерной структуре населения из 24 человек мужчин — 11, женщин — 13	(45,8 и 54,2 % соответственно)
Национальный состав
Согласно результатам переписи 2002 года, в национальной структуре населения русские составляли 97 % от общей численности населения в 37 чел..

## Инфраструктура
действовал льнозавод.

## Транспорт
Просёлочные дороги.